# Naiman (dialecte)
Le naiman (en mongol ᠨᠠᠢᠮᠠᠨ ᠠᠮᠠᠨ ᠠᠶᠠᠯᠭᠤ naiman aman ayalγu) est un dialecte  mongol parlé dans la bannière de Naiman située en Mongolie-Intérieure, en Chine.

## Phonétique historique
Les tableaux montrent les particularités du naiman par rapport au mongol khalkha et au mongol littéraire.
Ce dialecte présente des différences phonétiques par rapport au khalkha de Mongolie. Il possède les affriquées palatales [t͡ʃ] et [d͡ʒ] contrairement au mongol qui a [t͡s] et [d͡z]. Les sourdes [t] et [tʃ] deviennent sonores en début de mot quand la consonne de la syllabe suivante est [s], [x], [ʃ], [t] ou [tʃ].
| naiman | mongol | mongol littéraire | français |
| ------ | ------ | ----------------- | -------- |
| ʤɑs    | tsas   | ᠴᠠᠰᠤ času         | neige    |
| gɔt    | xot    | ᠬᠣᠳᠠ qota         | ville    |

La liquide [l], dans certains environnements, est issue de [n] :
| dɑmləx | damnax | ᠳᠠᠮᠨᠠᠬᠤ damnaqu | amener le désordre |
| lɛbʧ   | nawʧʲ  | ᠨᠠᠪᠴᠢ nabči     | feuille            |

Les voyelles peuvent être palatalisées :
| ʃɛr    | ʃar    | ᠰᠢᠷ᠎ᠠ sira       | jaune   |
| xɛʤɛːr | xaʣaːr | ᠬᠠᠵᠠᠭᠠᠷ qajaγar | bride   |
| xœmœːl | xomoːl | ᠬᠣᠮᠣᠯ qomol     | crottin |